# یواس‌اس آرکتیک (ای‌اف-۷)
یواس‌اس آرکتیک (ای‌اف-۷) (به انگلیسی: USS Arctic (AF-7)) یک کشتی بود که طول آن ۴۱۵ فوت ۶ اینچ (۱۲۶٫۶۴ متر) بود. این کشتی در سال ۱۹۱۹ ساخته شد.